# Irving Berlin
Irving Berlin (født russisk: Израиль Исидор Бейлин, tr. Israil Isidor Bejlin den 11. maj 1888 i Tjumen, Sibirien, Det Russiske Kejserrige, død 22. september 1989 i New York City) var en amerikansk komponist og forfatter.
I 1893 emigrerede han som femårig med sin familie til USA. Efter faderens død i 1896, var Berlin nødt til at arbejde for at overleve, blandt andet solgte han aviser og optrådte på gaden. De barske økonomiske realiteter ved at være nødt til at arbejde for ikke at sulte, påvirkede Berlin i pengesager for resten af livet. I 1911 blev sangen "Alexander's Ragtime Band" springbrættet til en musikalsk karriere, der omfattede mere end tusinde sange, blandt andre mange succesrige Broadway-musicaler.
Berlins første sangtekst var til "Marie from Sunny Italy" i 1907, samme år som han ændrede sit navn. Han skrev musikken til mange Hollywood-film, blandt andre Top Hat (1935) foruden sange som "White Christmas" fra filmen Holiday Inn (1942). Berlin var lige så produktiv på Broadway, hvor han måske er bedst kendt for Annie Get Your Gun (1946), selvom han holdt op med at skrive efter Mr President blev en fiasko i 1962. Han skrev også "Puttin' on the Ritz", som udkom i 1929, og som Fred Astaire var med til at gøre berømt i 1946 i filmen Blue Skies.
I sine sidste år levede han nærmest som eneboer, hvorfor han ikke deltog i den fest, der blev holdt til ære for ham på hans 100-års fødselsdag.
En anden kendt sang af Irving Berlin er "God Bless America", en patriotisk amerikansk sang, skrevet i 1918 og ændret i 1938 til at være en sang om fred,efter Adolf Hitler kom til magten i Tyskland, og fordi Berlin var jødisk immigrant fra Sibirien.
Irving Berlin døde i New York City i en alder af 101 år og ligger begravet på Woodlawn Cemetery i Bronx, New York.